# Gypsophila linearifolia
Gypsophila linearifolia är en nejlikväxtart som först beskrevs av Fisch. och C. A. Mey., och fick sitt nu gällande namn av Pierre Edmond Boissier. Gypsophila linearifolia ingår i släktet slöjor, och familjen nejlikväxter. Inga underarter finns listade i Catalogue of Life.